# GSC1871-1738
GSC1871-1738 — хімічно пекулярна зоря спектрального класу A2, що має видиму зоряну величину в смузі V приблизно  0,0.